# Flytvitmossa
Flytvitmossa, Sphagnum cuspidatum Ehrh. ex Hoffm.  är en bladmossa.
Enligt Catalogue of Life  ingår flytvitmossa i släktet vitmossor och familjen Sphagnaceae, men enligt Dyntaxa är tillhörigheten istället släktet vitmossor och familjen Sphagnaceae.
Flytvitmossa är reproducerande i Sverige.
Inga underarter finns listade i Catalogue of Life.

## Bilder

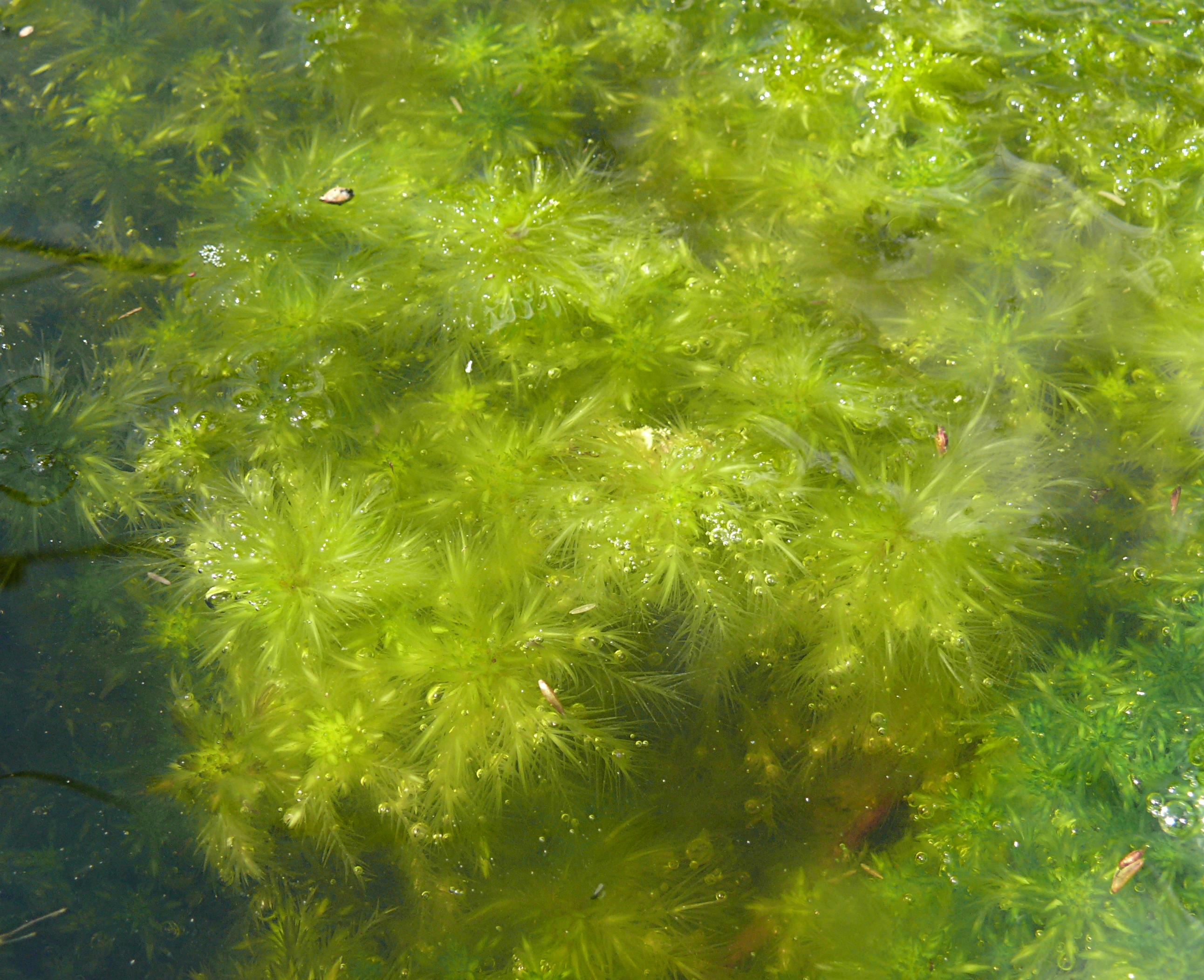
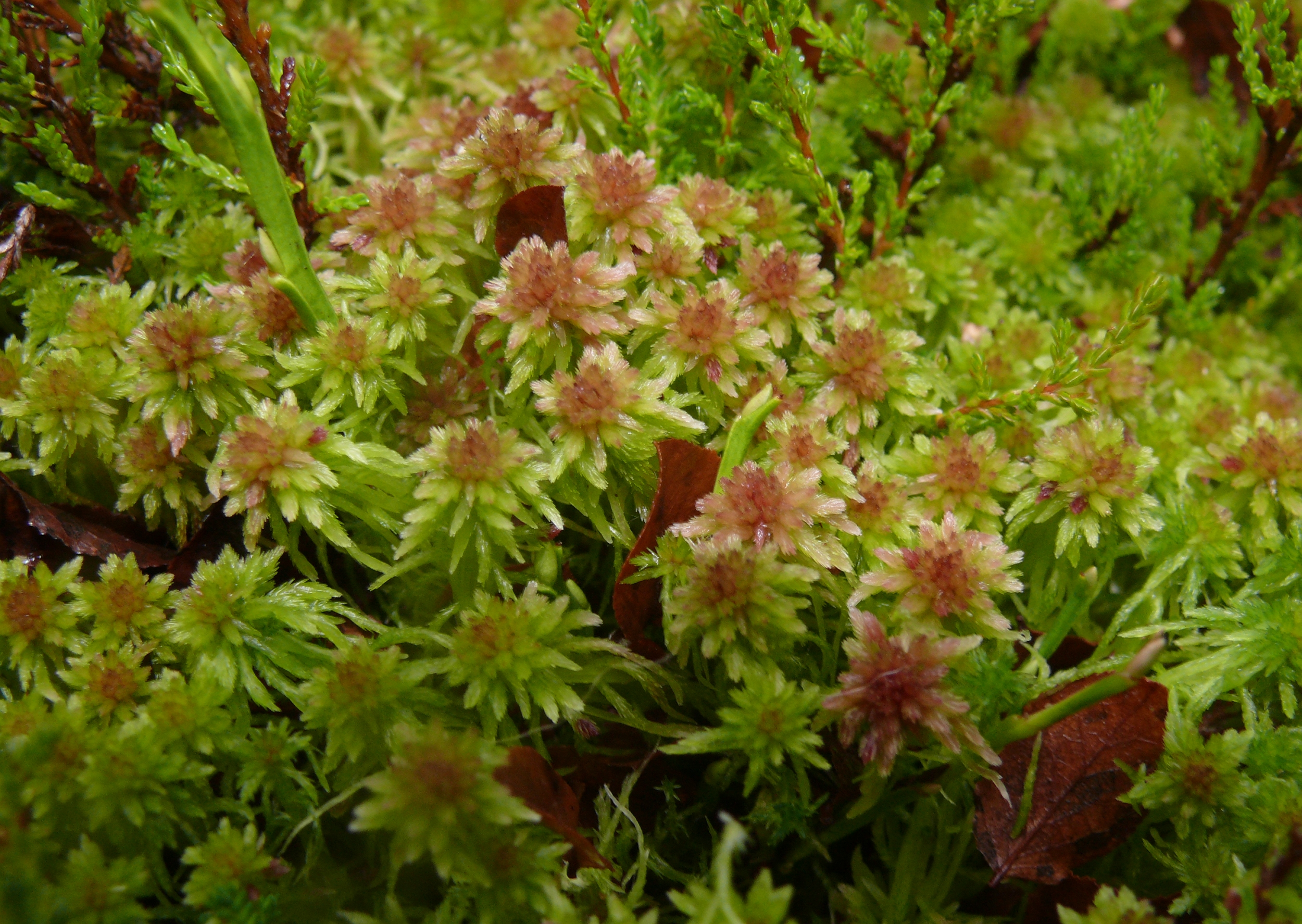
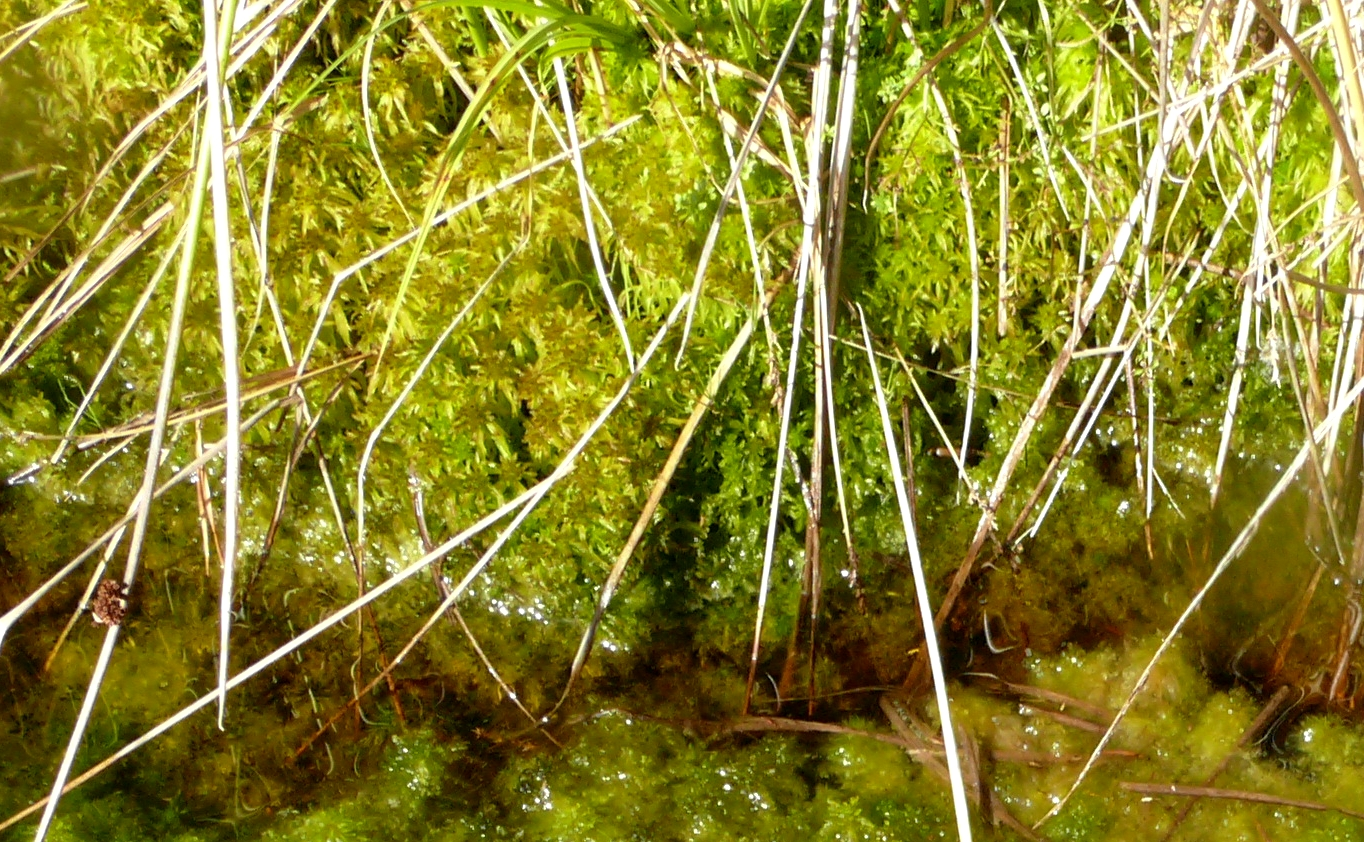
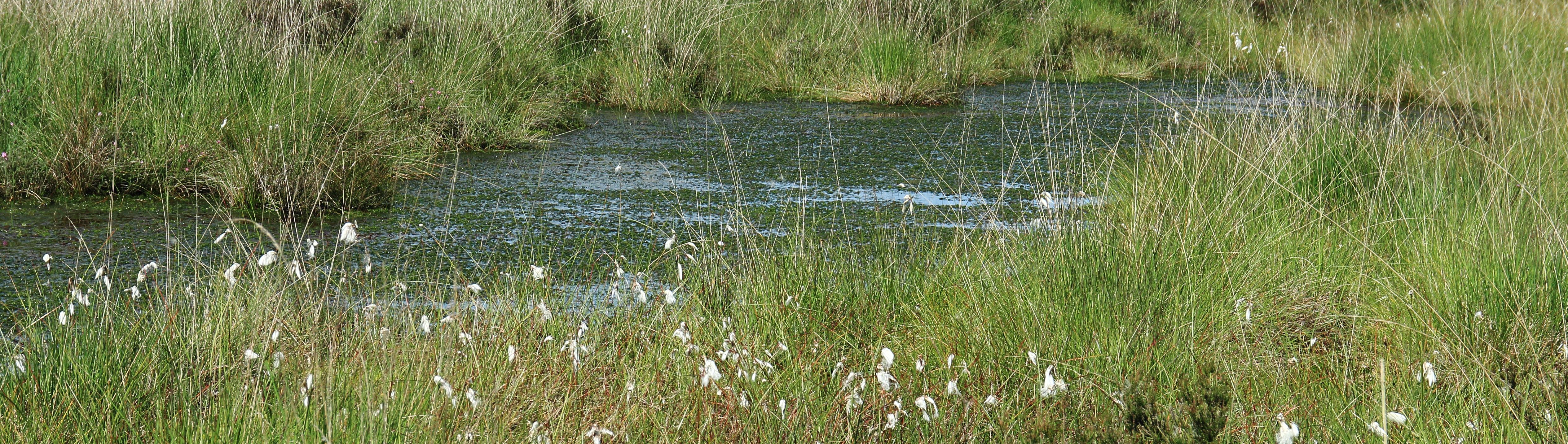